# Cuisine hainanaise

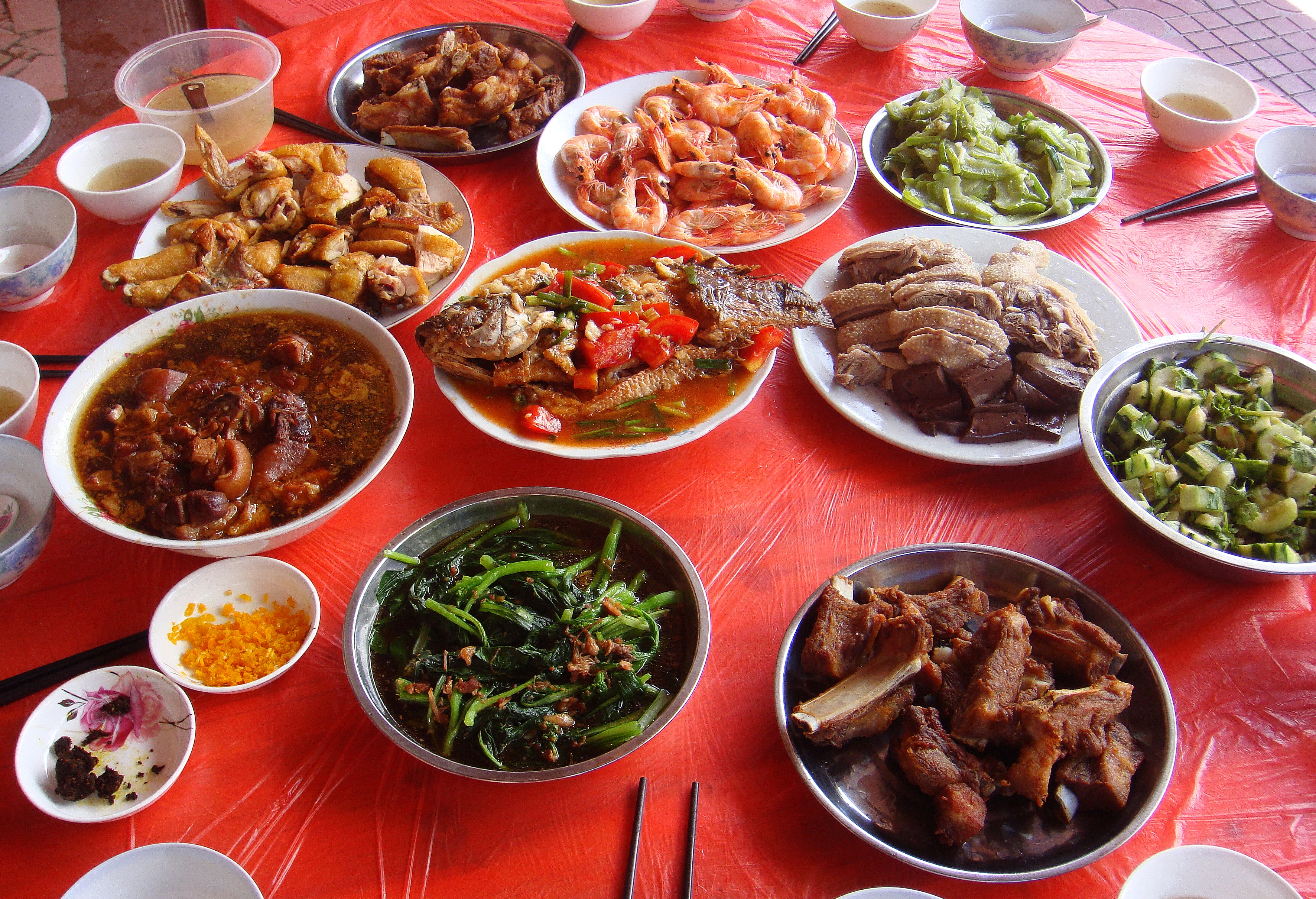
Déjeuner typique hainanais.

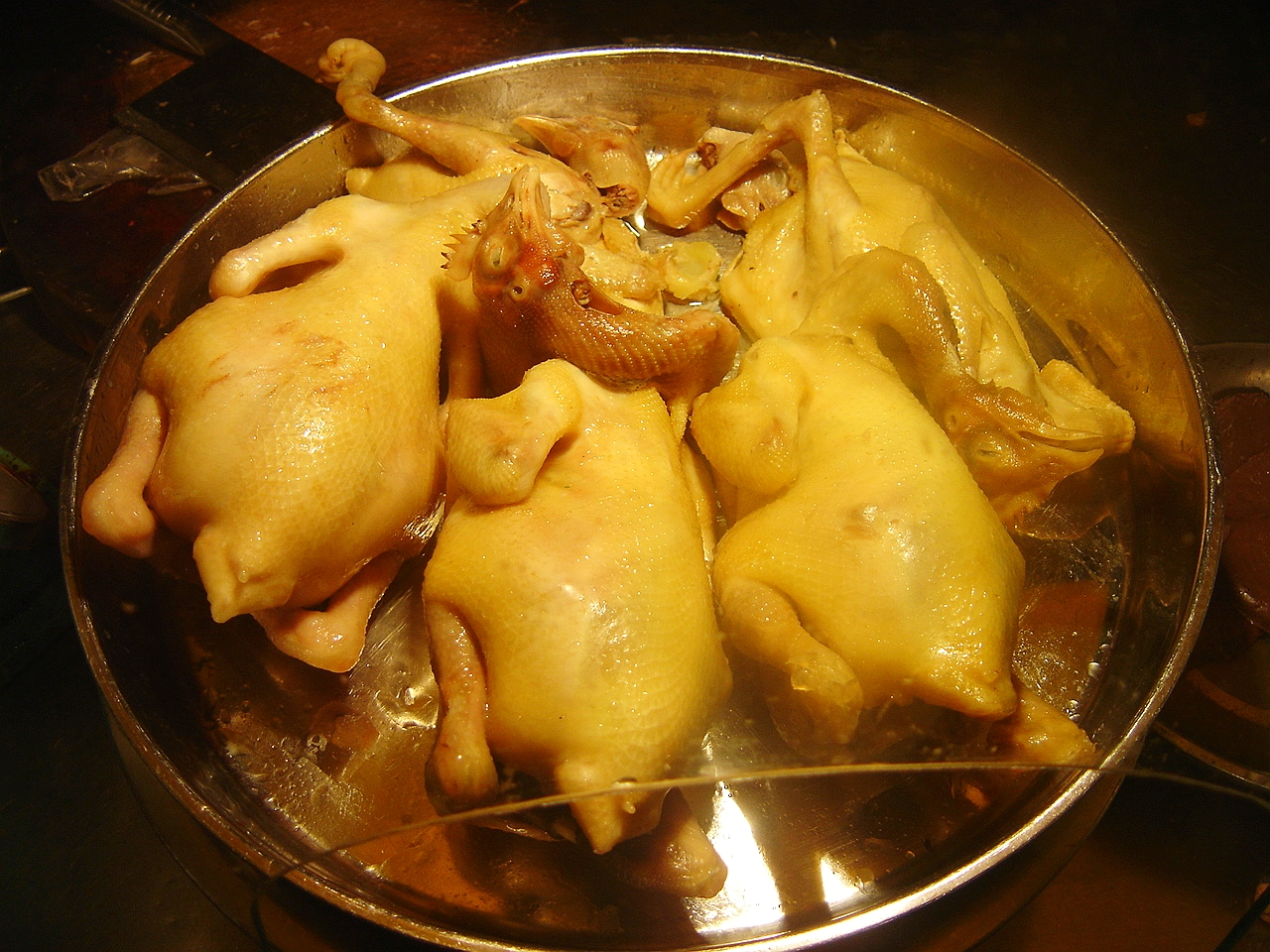
Poulet de Wenchang.

La cuisine hainanaise (海南菜, hǎinán cài) est connue pour sa fraîcheur et sa richesse. Du fait de leur grande disponibilité, les fruits de mer y dominent, mais le « lait de coco, façon Qiongzhou », le « poulet hainanais au lait de coco » et le mouton de Dongshan, nourri aux feuilles de thé, sont aussi très prisés.
C'est également sur cette île que sont produites les noix d'arec, consommées dans toute la Chine sous forme de bétel à mâcher.

## Plats représentatifs
- Lait de coco, façon Qiongzhou (琼州椰奶盘, Qióngzhōu yēnǎi pán)
- Poulet hainanais au lait de coco (海南椰奶鸡, Hǎinán yēnǎi jī)
- Poulet de Wenchang (文昌鸡, Wénchāng jī)
- Canard de Jiaji (加积鸭, Jiājī yā）
- Mouton de Dongshan（东山羊, Dōng shān yang）
- Crabe Hele (和乐蟹, Hélè xiè)

## Galerie

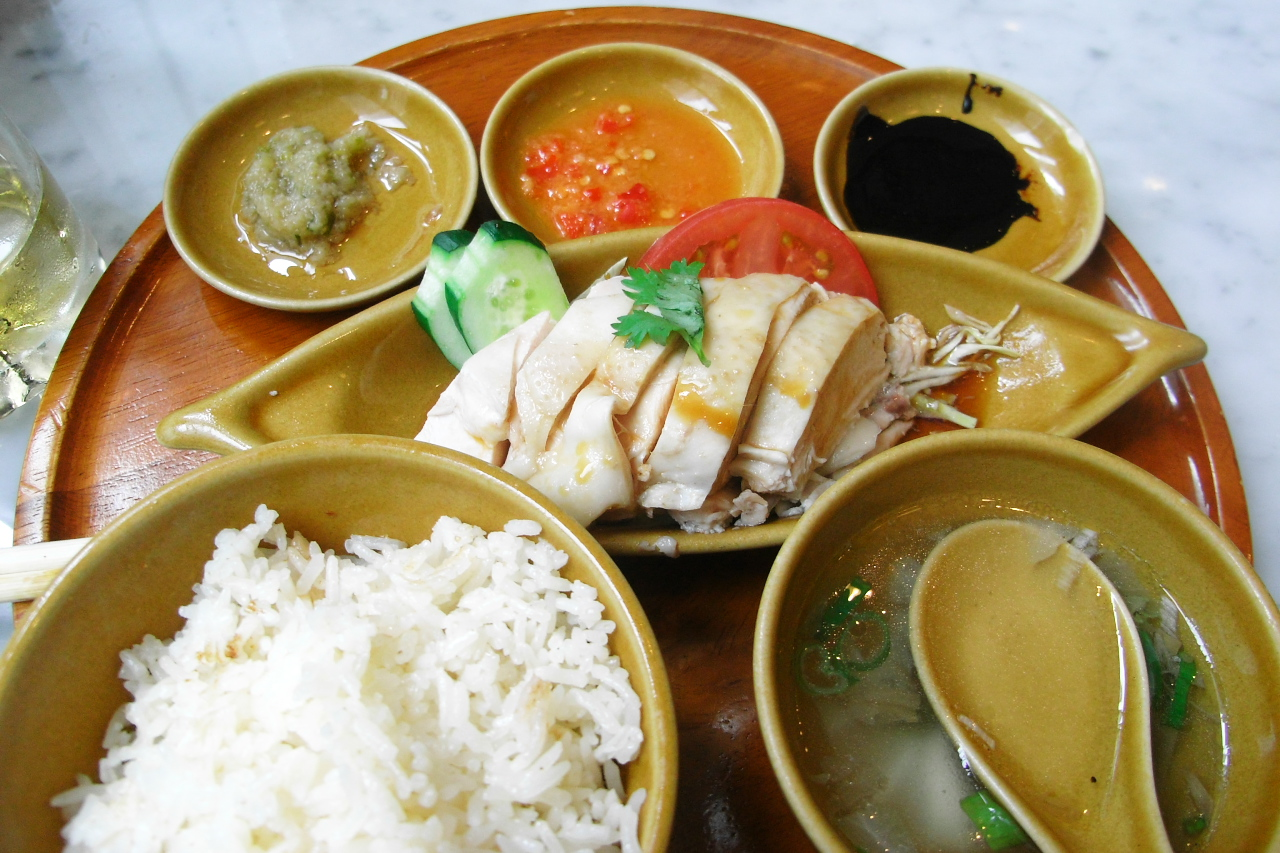
Riz au poulet hainanais (海南鶏飯, hǎinán jīfàn).
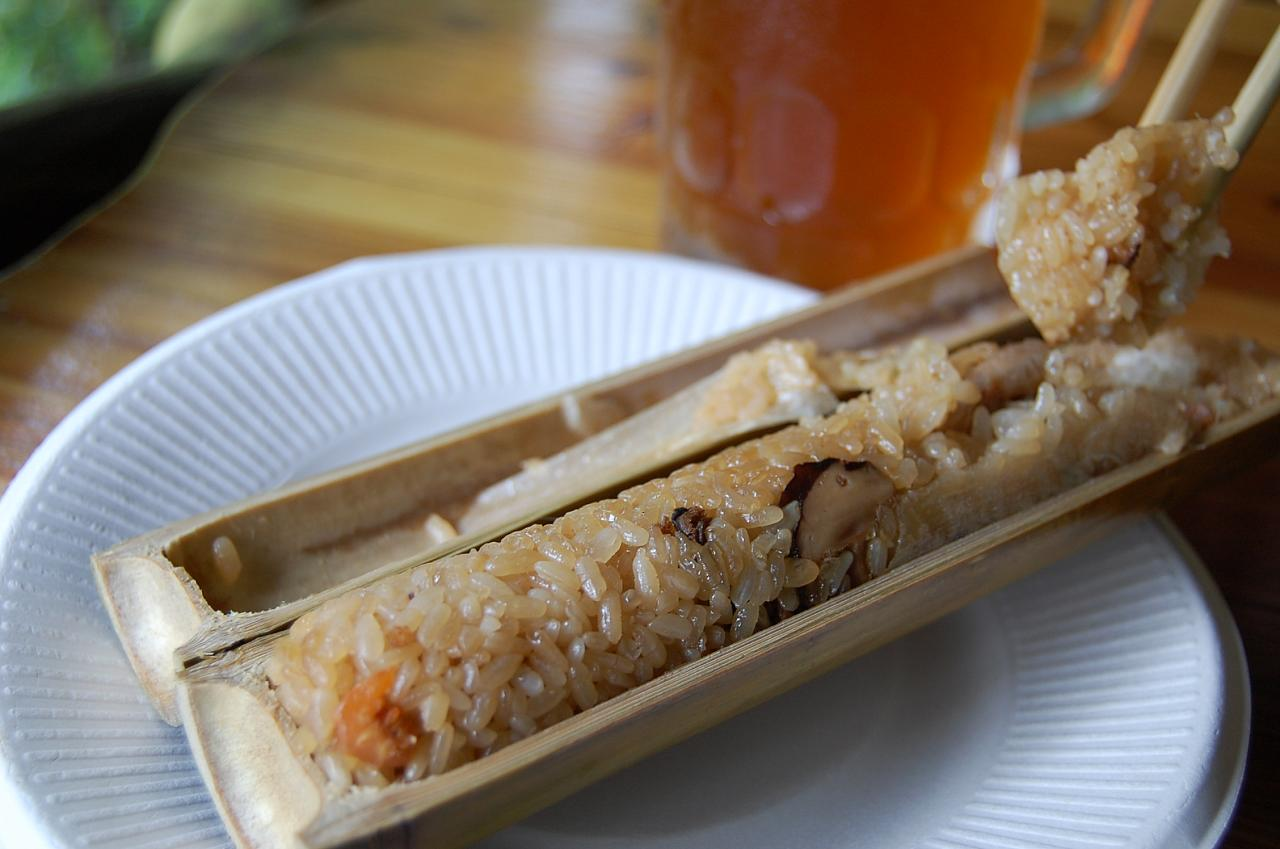
Zhutongfan (竹筒饭, zhútǒngfàn).